# Blase Joseph Cupich
Blase Joseph Cupich (Omaha, 19 de março de 1949) é um prelado católico, atual arcebispo de Chicago.

## Biografia
Ele é um dos nove filhos, com cinco irmãs e três irmãos. Após frequentar as escolas primárias e secundárias habituais, ele participou do "College of St Thomas" em Saint Paul (Minnesota), onde obteve seu bacharelado em Filosofia em 1971. De 1971 a 1975 ele era um estudante no Pontifício Colégio Norte-Americano em Roma e estudou Teologia na Pontifícia Universidade Gregoriana. Mais tarde, ele obteve uma licenciatura (1979) e doutorado (1987) em Teologia Sacramental da Universidade Católica da América em Washington, DC, com a dissertação “Advent in the Roman Tradition:  An Examination and Comparison of the Lectionary Readings as Hermeneutical Units in Three Periods”.
Foi ordenado sacerdote para a arquidiocese de Omaha em 16 de agosto de 1975, pelo arcebispo Daniel Eugene Sheehan, na Igreja de São Pedro e São Paulo em Omaha. Após sua ordenação, a arquidiocese designou Cupich como pároco associado de Santa Margarida Maria e instrutor na Escola Secundária Paulo VI em Omaha. Ele foi transferido em 1978 para servir como diretor do Escritório de Culto Divino e como presidente da Comissão da Juventude de 1978 a 1981.
Em 1980, Cupich trabalhou como instrutor no Programa de Educação Continuada de Sacerdotes e Formação de Diaconato na Universidade Creighton em Omaha. Ele então se transferiu em 1981 para Washington para trabalhar como secretário da nunciatura nos Estados Unidos, onde ocasionalmente atuou como porta-voz da missão.
Retornando a Nebraska em 1987, Cupich foi designado como pároco de St. Mary em Bellevue. Dois anos depois, ele foi para Columbus, para servir como presidente-reitor do Pontifício Colégio Josephinum. Em 1996, Cupich voltou para Nebraska e foi nomeado pároco de St. Robert Bellarmine em Omaha em 1997.
Ele foi nomeado bispo de Rapid City, em 7 de julho de 1998, e foi ordenado e instalado em 21 de setembro, por Harry Joseph Flynn, arcebispo de Saint Paul e Minneapolis, no Rushmore Plaza Civic Center em Rapid City, tendo como co-sagrantes Elden Francis Curtiss, arcebispo de Omaha e Charles Joseph Chaput, O.F.M. Cap., arcebispo de Denver.
Como bispo, Cupich proibiu as crianças de receberem a primeira comunhão e a confirmação na Missa Tridentina. Em 2002, Cupich proibiu uma comunidade da Missa Tradicional de celebrar as liturgias do Tríduo Pascal conforme a forma de 1962 do Rito Romano. Quando Cupich se mudou para Spokane, o próximo bispo de Rapid City suspendeu essas proibições e restabeleceu a missa original.
Durante a eleição presidencial de 2004, Cupich se recusou a apoiar as demandas de que os padres negassem a eucaristia a políticos católicos que apoiam os direitos ao aborto para as mulheres. Dois anos depois, enquanto os eleitores de Dakota do Sul consideravam um referendo que proibiria o aborto, exceto para salvar a vida da mãe, Cupich pediu por "diálogo público... marcado por civilidade e clareza".
Cupich serviu no Comitê para Jovens Adultos da Conferência dos Bispos Católicos dos Estados Unidos (USCCB) de 2000 a 2003, período em que a USCCB adotou sua Carta de Dallas, estabelecendo procedimentos para lidar com acusações de má conduta de padres. Ele serviu novamente no renomeado Comitê de Proteção de Crianças e Jovens da USCCB de 2005 a 2006. Cupich tornou-se chefe do comitê em 2008.
Pouco antes das eleições de 2008, o prelado publicou um ensaio na revista America sobre a questão racial, concluindo que racismo é um pecado. Após as eleições, Cupich aconselhou seus colegas bispos a encontrar maneiras de trabalhar com o novo governo Obama.
Foi nomeado o sexto bispo de Spokane, Washington, em 30 de junho de 2010 e oficialmente instalado em 3 de setembro.
Em 2011, Cupich desencorajou padres e seminaristas em sua diocese de se manifestarem em frente às clínicas da Planned Parenthood ou apoiarem o 40 Days for Life, um movimento antiaborto. Esclareceu sua posição mais tarde, dizendo que não proibiria padres de rezarem do lado de fora das clínicas. No entanto, disse que "as decisões sobre o aborto não são normalmente tomadas em frente às clínicas – são tomadas nas mesas da cozinha e nas salas de estar e envolvem frequentemente uma irmã, filha, parente ou amiga que pode ter sido pressionada ou abandonada pelo homem que gerou a criança".  Ao longo do ano, voltou a comentar sobre os casos de abusos por clérigos e menções a Carta de Dallas (2002).
Ao longo de três meses em 2011, Cupich publicou "The New Roman Missal: A Time of Renewal", uma visão geral histórica sobre a renovação litúrgica para apresentar a nova tradução em inglês do Missal Romano. Em abril de 2012, Cupich apoiou a decisão da Universidade Gonzaga de convidar Desmond Tutu para discursar em suas cerimônias de formatura e receber um título honorário. A Cardinal Newman Society e os ativistas antiaborto estavam protestando contra sua aparição.
Quando os eleitores votaram um referendo sobre a legalização do casamento entre pessoas do mesmo sexo no estado de Washington em 2012, Cupich escreveu uma carta pastoral que primeiro observou que a questão era frequentemente vista em termos de simpatia pessoal e "uma questão de igualdade". Ele pediu por "um debate público substancial... conduzido com respeito, honestidade e convicção" e pediu por "consideração cuidadosa" da posição da igreja sobre o referendo. Ele concluiu com uma declaração de tolerância que diferenciava a Igreja dos oponentes do referendo.
Cupich explicou a posição da Igreja Católica sobre o referendo de Washington: que as parcerias domésticas registradas de Washington já davam aos casais do mesmo sexo todos os direitos legais associados ao casamento, então a igualdade não era um problema; que o referendo tenta tornar os relacionamentos entre pessoas do mesmo sexo e de sexos diferentes idênticos, não iguais; que ignora as diferenças reais entre homens e mulheres e como "filhos e filhas aprendem sobre gênero pela maneira como é vivido por suas mães e pais"; que remover os termos mãe e pai dos documentos legais transforma a maneira como pensamos sobre os relacionamentos familiares; que o impacto em outras características da lei do casamento, como limitar o casamento por parentes ou restringir o casamento a duas pessoas, é desconhecido; e que a questão não é se uma definição religiosa ou secular do casamento prevalecerá: "O casamento existia antes da igreja ou do estado. Está escrito em nossa natureza humana." 
Cupich escreveu em 22 de janeiro de 2013, referindo-se ao assassinato de 20 crianças na Escola Primária Sandy Hook, comparando o massacre com o aborto de bebês. Permitiu que os funcionários da Catholic Charities ajudassem as pessoas a se registrarem para o seguro de saúde sob a Lei de Cuidados Acessíveis de 2010, ao contrário da maioria dos outros bispos. Ele começou um mandato de três anos como presidente da National Catholic Education Association em março de 2013.
Cupich foi nomeado para a sé de Chicago em 20 de setembro de 2014, e foi instalado como o nono arcebispo de Chicago, em 18 de novembro. Antes de sua instalação em Chicago, Cupich anunciou que viveria em um conjunto de quartos na Catedral do Santo Nome, em vez da mansão do distrito de Gold Coast que tradicionalmente servia como residência dos arcebispos de Chicago.
Escrevendo no Chicago Tribune em 3 de agosto de 2015, durante a controvérsia dos vídeos secretos da Planned Parenthood, Cupich reiterou o apelo do Cardeal George por "nosso comprometimento como nação com uma ética consistente da vida". Ele escreveu que "o comércio de restos mortais de crianças indefesas" é "particularmente repulsivo" e que "não deveríamos ficar menos chocados com a indiferença para com os milhares de pessoas que morrem diariamente por falta de assistência médica decente; que têm seus direitos negados por um sistema de imigração quebrado e pelo racismo; que sofrem com fome, desemprego e carência; que pagam o preço da violência em bairros saturados de armas; ou que são executados pelo estado em nome da justiça".
O padre Raymond J. de Souza, no National Catholic Register, criticou o que ele alegou ser a prática "inconsistente" de Cupich da "ética de vida consistente", oferecida pelo cardeal Joseph Bernardin em meados da década de 1980, argumentando que "serve principalmente para minimizar a urgência da questão do aborto". Cupich censurou o governador de Illinois, Bruce Rauner, por aprovar os direitos ao aborto depois de supostamente prometer não fazê-lo, e em um comício da Marcha pela Vida em Chicago, Cupich disse que o aborto é uma questão importante e argumentou que é em outras questões que o testemunho da Igreja parece ser deficiente, dizendo "também temos que nos preocupar com aquele bebê depois que ele nascer".
Em 15 de setembro de 2015, Francisco nomeou Cupich para participar do sínodo dos bispos em Roma no mês seguinte, acrescentando-o aos propostos pela USCCB. Em 7 de julho de 2016, o Papa Francisco nomeou Cupich membro da Congregação para os Bispos; também foi nomeado membro da Congregação para a Educação Católica em 2017.
Em 9 de outubro de 2016, durante o Angelus, o Papa Francisco anunciou a sua criação como cardeal no Consistório Ordinário Público de 2016. Em 19 de dezembro, recebeu o anel cardinalício, o barrete e o título de cardeal-presbítero de São Bartolomeu na Ilha Tiberina.
Em 27 de dezembro de 2021, após a emissão do motu proprio Traditionis custodes em julho e a subsequente emissão de diretrizes divulgadas pela Congregação para o Culto Divino e a Disciplina dos Sacramentos em dezembro, Cupich impôs restrições à celebração da Missa Latina Tradicional na arquidiocese. Ele proibiu o uso do Rito Tradicional no primeiro domingo de cada mês, Natal, Tríduo, Domingo de Páscoa e Domingo de Pentecostes. Cupich apoiou o motu proprio Traditionis custodes por promover um retorno a uma Forma Ordinária da Missa unificada e pós-Vaticano II.
Em 1 de junho de 2022, o Papa Francisco o nomeou como membro da Congregação para o Culto Divino e Disciplina dos Sacramentos.
Em 19 de agosto de 2024, Cupich fez a invocação de abertura na Convenção Nacional Democrata de 2024 em Chicago. Alguns católicos conservadores e ativistas antiaborto criticaram Cupich por não abordar o aborto em sua invocação.